# Michael van Bourbon-Parma

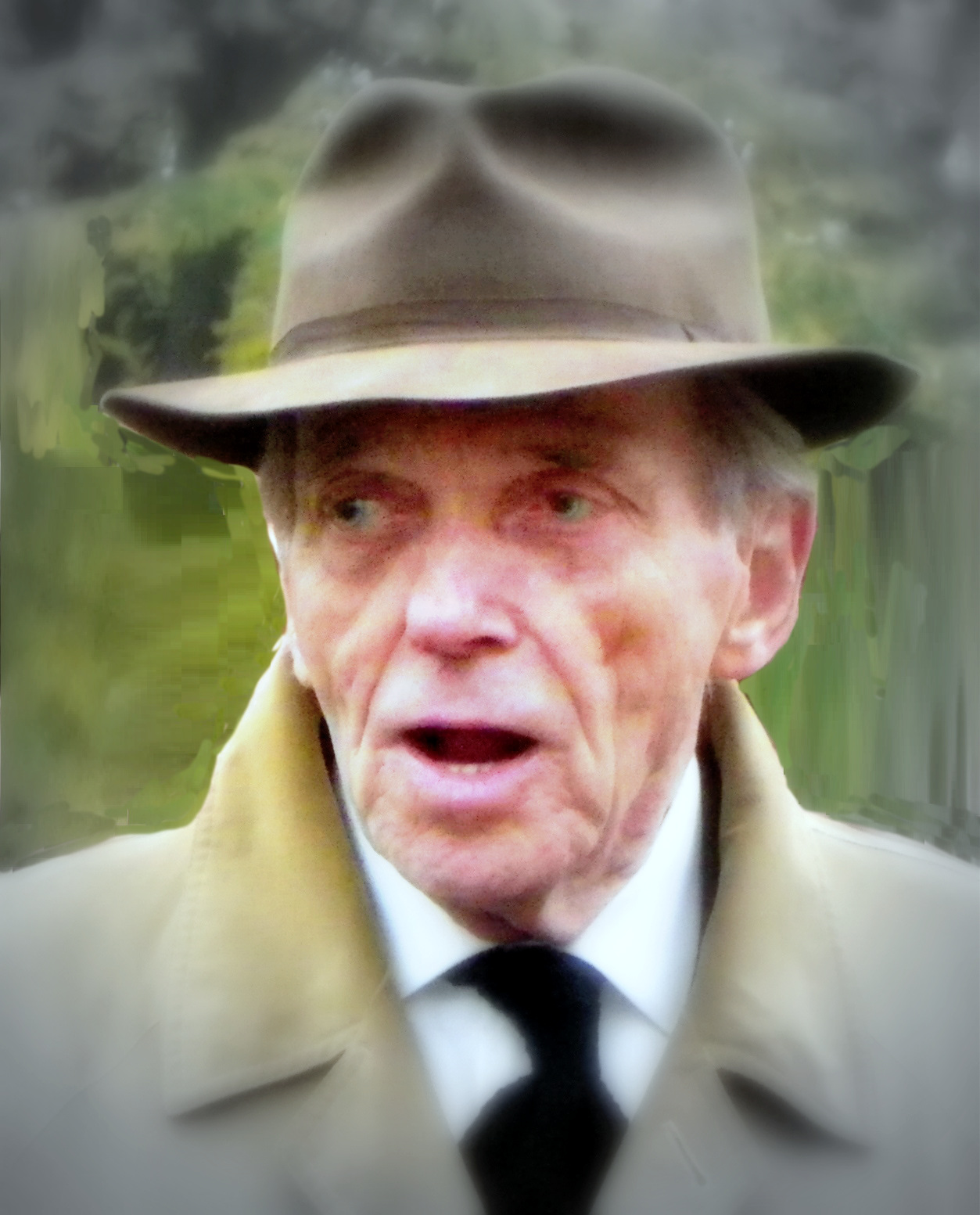
Michael van Bourbon-Parma

Michael Marie Xavier Waldemar Georg Robert Karl Eymar van Bourbon-Parma (Parijs, 4 maart 1926 - Neuilly-sur-Seine, 7 juli 2018) was een Franse prins uit het Huis Bourbon-Parma en een militair, autocoureur en zakenman.
Michael was de zoon van René van Bourbon-Parma en Margaretha van Denemarken. Hij was dus een kleinzoon van Robert I van Parma en een achterkleinzoon van koning Christiaan IX van Denemarken. Zita, de laatste keizerin van Oostenrijk-Hongarije was een tante van hem. De voormalige echtgenoot van de Nederlandse prinses Irene van Lippe-Biesterfeld, Karel Hugo van Bourbon-Parma, was een neef van hem. Zijn zuster, Anne, was in naam koningin van Roemenië.
In 1940 vluchtte Michael met zijn familie vanuit Frankrijk naar de Verenigde Staten. Daar trad hij toe tot het Amerikaanse leger. Als luitenant nam hij deel aan verschillende operaties tijdens de Tweede Wereldoorlog. Na de bevrijding was hij als Frans militair gelegerd in Indochina. In 1946 werd hij gedemobiliseerd. Als autocoureur nam hij twee keer (in 1964 en '66) deel aan de 24 uur van Le Mans. In 1964 eindigde hij bovendien als tweede in de Tour de France automobile. Hij ging daarnaast in zaken en trad verschillende keren op als intermediair tussen de regering van de Franse Republiek en de laatste sjah van Perzië.
Hij trouwde in 1951 met prinses Yolande de Broglie-Revel (1928-2014), telg uit het geslacht De Broglie. Het paar kreeg vijf kinderen, ging in 1966 uit elkaar en scheidde officieel in 1999. Hierna had hij nog enige tijd een relatie met Laure Le Bourgeois, met wie hij één erkende dochter heeft, de schrijfster Amélie de Bourbon Parme. Sinds 2003 was hij getrouwd met Maria Pia van Savoye, een dochter van ex-koning Umberto II van Italië en Marie José van België.